# 夏澄
夏澄（1427年—？），字宗廉，浙江台州府天台縣人，明朝政治人物。進士出身。

## 生平
景泰四年（1453年）癸酉科浙江鄉試第一百十名。天順元年（1457年）丁丑科會試第二百九十七名，殿試登進士第二甲第三十五名。

## 家族
曾祖父夏伯忠。祖父夏廷藎。父亲夏太熙。